# Stéphen Rostain
Stéphen Rostain (né en 1962) est un archéologue français, spécialiste des Amérindiens.

## Biographie
Membre du laboratoire Archéologie des Amériques de l'université Panthéon-Sorbonne,, il est directeur de recherche au CNRS et est un des premiers archéologues français à s'être spécialisé sur l'Amazonie où il a vécu une partie de sa vie.
Il s'est intéressé en particulier à l'analyse du paysage et aux terrassements précolombiens, ainsi qu'à l’ethnoarchéologie.
Il a reçu le grand prix du livre d'archéologie 2020 pour son ouvrage Amazonie, l'archéologie au féminin,.
Ses archives scientifiques sont déposées au Pôle archives de la Maison des Sciences de l’homme Mondes.
Fin 2023, après 20 ans de recherches, lui et une équipe de huit scientifiques, révèlent la découverte des restes d'une civilisation identifiée sur les sites de la vallée d'Upano, en Équateur, active entre – 500 avant notre ère et 300 à 600 de l'ère commune,.

### Pages connexes
- Sites archéologiques de la vallée d'Upano